# Macratria leprieuri
Macratria leprieuri là một loài bọ cánh cứng trong họ Anthicidae. Loài này được Reiche miêu tả khoa học năm 1864.